# Великая Рача
Вели́кая Ра́ча (укр. Велика Рача) — село на Украине, находится в Радомышльском районе Житомирской области.
Село Великая Рача расположено на обоих берегах реки Глуховка, в 9 км к северо-востоку от районного центра и в 20 км от железнодорожной станции Ирша.

## История
История села Велика Рача, по-видимому, насчитывает много веков. Хотя долгое время считалось, что первое письменное упоминание о Великой Раче датируется 1758 годом. Однако, в "книге гродской Киевской"(том I, стр. 213) записана жалоба некоего Евстафия Стрыбыни, что жители "Рачина" вместе с жителями Ходоркова, Коростышева, Корнина, Красногорки, Межирички, Вышевичей, Брусилова и "мещанами Радомысльскими и сёл того местечка" обвиняются в бунте против Речи Посполитой, грабеже шляхты, штурме замков и пр.: "ани на боязнь Божую, а ни на зверхность Его Королеской Милости ни право посполитое погледичи...маетность мою, село Левковь и село Ходоры( возле Радомышля) в року теперешнем 1618 г....боевь начинавши...".
Очень похоже, что в книге ошибочно Рача названа Рачином, так как все перечисленные села и местечки находятся в районе теперешнего Радомышля и Житомира, а не за Ровно под Дубно, где находится теперешнее село Рачин.
В конце XVIII века на землях под властью Речи Посполитой была введена греко-католическая уния, заключенная в Бресте в 1596 году. Есть исторические свидетельства, указывающие о поддержке униатов польской администрацией. К унии присоединились некоторые православные иерархи, в т.ч. Киевский митрополит Михаил Рогоза. Однако среди населения – мещан, крестьян, значительной части шляхты, имела место оппозиция унии. 
Историю прихожан церкви в Чудине(построена в 1778 г.) и прихожан окрестных сел( ближайшим из которых является с. Великая Рача) некоторые историки относят к этой оппозиции( что, возможно, косвенно подтверждается указанной выше жалобой Е. Стрыбыни, а также последующим довольно быстрым выходом духовенства и прихожан из унии).
В книге Леонтия Похилевича «Сказание о населённых пунктах Киевской губернии. Радомысльский уезд» (1864 г.), в разделе «Селения, принадлежащие к 1795 году к Радомыслскому или Полесскому имению Киевских митрополитов, сначала православных, а затем униатских»( стр. 114 -115), сказано:
“Большая Рача при том же ручье в 1-й версте ( верста - 1,06 км )от Чудина. Жителей обоего пола 450; принадлежат с Крымскою Руднею и деревней Белки к Межиричскому имению”.
В книге село относилось к “Чудинскому ключу”, считавшемуся за Варварой Вербицкой.
"Чудин с Межиричкой и приписаными к ним деревнями( в т.ч. большой(Великой) Рачей), пожалованы по обращению в казну митрополичих имений генералу Злотницкому, бывшему польскому коменданту Кременецкой крепости. Впоследствии Чудин со многими деревнями приобретены покупкой нынешним владельцем Романом Вержбицким и его женой Варварой, основавшими в Чудине свою резиденцию"
Вот как об этом говорится в книге Л. Похилевича: 
“При  присоединении края … в 1795 году, Межиричка с селом Чудином и прилегающими деревнями, как сказано выше, по взятии этих имений от униатских митрополитов, подарена польскому генералу Злотницкому. Ныне Межиричка с большою Рачею, Крымкою и Белкою и 6747 десятинами земли, по большей части лесной, принадлежит сыну генерала Антонию Злотницкому, имеющему  здесь свою резиденцию. Киево-Печерской Лавре Межиричка передана неизвестными князьями Русскими Андреем и бабкою его Екатериною (в 1758 году)”(см. ).
В 1900 году собственническое село Вишевицкой волости Радомысльского уезда Киевской губернии. Расстояние от уездного города 15 верст, от волости 3. Дворов 166, жителей 946, 1 школа, 1 водяная мельница, 1 пожарный обоз...
В 70-х-80-хх годах(XIX века) имела дворов — 427. Население — 1098 человек...
Великорачинскому сельсовету было подчинено населенные пункты Крымок, Малая Рача, Чудин.
На территории Великой Рачи размещалась центральная усадьба колхоза, при котором было закреплено 3936 га сельскохозяйственных угодий, в т. ч. 2689 га пахотной земли. В хозяйстве выращивали зерновые культуры, лен, картофель. Было развито мясо-молочное животноводство и птицеводство. 1972 г. вступил в строй кирпичный завод. За достижения в развитии сельскохозяйственного производства 29 человек были награждены орденами и медалями, в т. ч. председателя колхоза Д. Ф. Петрова - двумя орденами Ленина и орденом Октябрьской Революции, бывшую звеньевую М. М. Черную - орденом Ленина.
В селе была открыта восьмилетняя школа (работает и сейчас), в которой 17 учителей обучали 243 учеников, дом культуры на 400 мест, библиотека с книжным фондом 6466 томов, фельдшерско-акушерский пункт, детские ясли.

Во время Великой Отечественной войны 315 жителей села сражались на фронтах против немецко-фашистских захватчиков. За мужество и отвагу 150 человек награждены орденами и медалями. 119 - погибли. В селе Малая Рача, что в 4-6 км. от села Великая Рача, родился П. Н. Бондаренко, которому за проявленный героизм при форсировании Днепра в районе города Верхнеднепровска посмертно присвоено звание Героя Советского Союза. В 1956, 1961 и 1965 гг. в честь погибших воинов-освободителей сооружены памятники. Освобождая село от гитлеровцев погибло 73 воинов, в т. ч. русский М. Я. Болдырев, украинец Д. Е. Семенчук, узбек Ф. Икрамов, татарин И. Мустафин, таджик Б. Султанов и другие.-Історія міст і сіл Української РСР Історія міст і сіл Української РСР
Малая Рача была захвачена немцами 10 июля 1941 г.  , после захвата Радомышля 9 июля. Датой начала оккупации села Чудин считается 20 августа . Очевидно, что между этими датами и был осуществлен захват фашистами села Великая Рача.
Окончательное освобождение села Великая Рача от немецко-фашистских захватчиков состоялось 17 декабря 1943  г. в ходе подготовки к Житомирско-Бердичевской наступательной операции( первое освобождение произошло 11 ноября 1943 г. в результате Киевской наступательной операции )
В 1950 году колхоз им. Шевченко c. Чудин объединен с колхозом "За коммунизм" села Большая Рача.
В 50-х-60-х годах XX века Велика Рача с образованием Великорачинского сельсовета, которому были подчинены населенные пункты Крымок, Малая Рача, Чудин, восьмилетней школы, дома культуры, библиотеки и пр.,  стала одним из центров культурной и образовательной жизни соседних сел. 

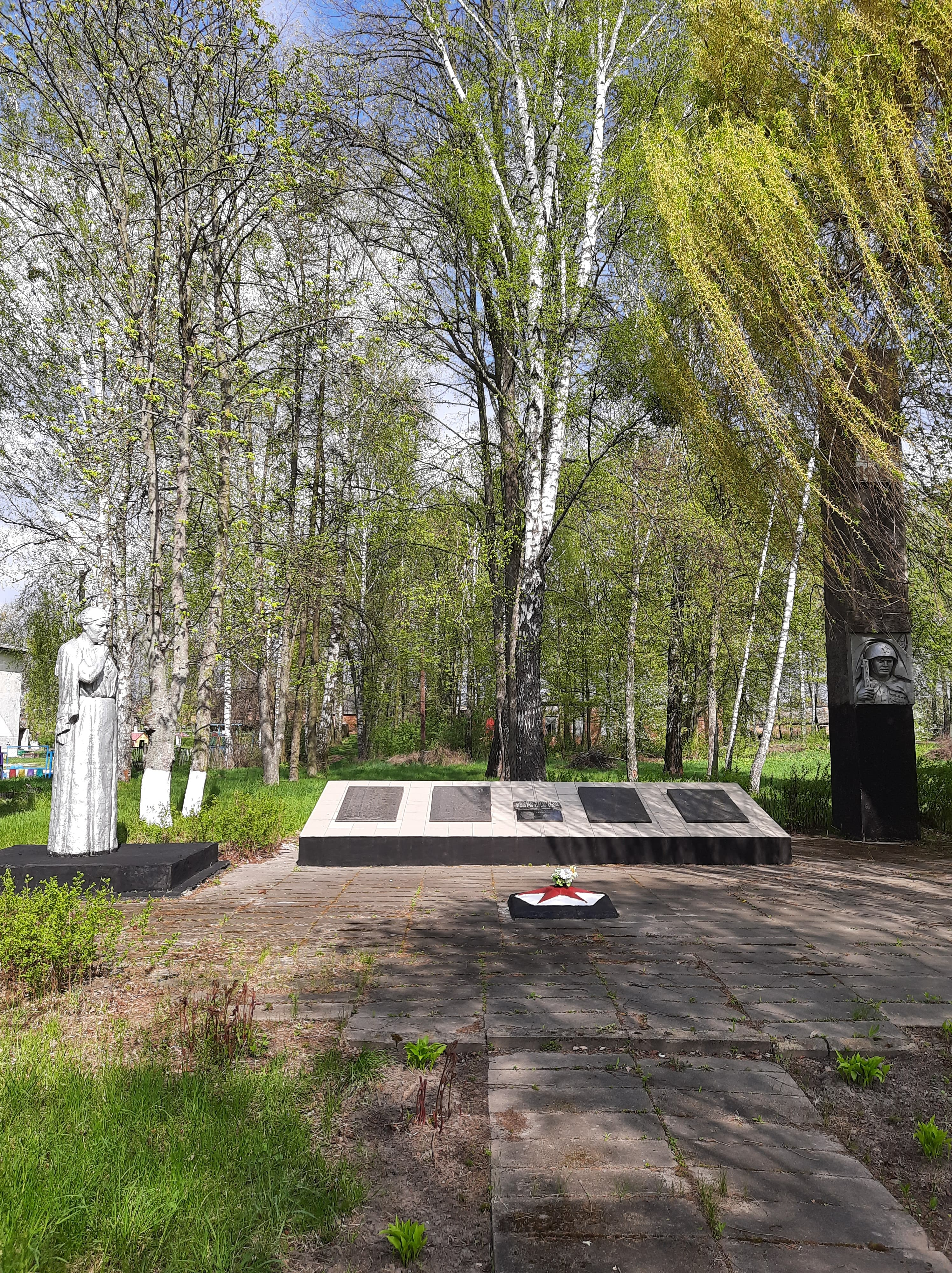
Мемориал воинам-освободителям в с. Великая Рача.

Уроженцами села являются, в частности, доктор экономических наук, профессор Константин Кривенко, правовед в области конституционного права, член-корреспондент Национальной академии правовых наук Украины, доктор юридических наук Лидия Кривенко, кандидат философских наук Дмитрий Кривенко и многие другие.
До 16 мая 2017 — административный центр Великораченского сельского совета Радомышльского района Житомирской области.
Сегодня Велика Рача - это живописное село в окружении красивой природы, которое даже привлекает некоторое количество туристов ( в основном любителей верховой езды и в целях иппотерапии).

## Население
Код КОАТУУ — 1825080901. Население по переписи 2001 года составляет 826 человек. Почтовый индекс — 12242. Телефонный код — 4132. Занимает площадь 2,325 км².

## Адрес местного совета
12242, Житомирская область, Радомышльский р-н, с. Великая Рача